# ワーナー・マドリガル
ワーナー・アントニオ・マドリガル（Warner Antonio Madrigal , 1984年3月21日 - ）は、ドミニカ共和国・サン・ペドロ・デ・マコリス州サンペドロ・デ・マコリス出身のプロ野球選手（投手）。

## 経歴

### プロ入りとエンゼルス傘下時代
2001年7月21日にアマチュア・フリーエージェントでアナハイム・エンゼルスと契約を結ぶ。当時は外野手だった。
2005年はA級シーダーラピッズ・カーネルズでプレーし、111試合に出場して打率.247・15本塁打・53打点・6盗塁の成績を残した。
2006年途中から投手に転向。ルーキー級アリゾナリーグ・エンゼルスでプレーし、12試合に登板して2勝1敗5セーブ・防御率3.75・13奪三振の成績を残した。
2007年はA級シーダーラピッズでプレーし、54試合に登板して5勝4敗20セーブ・防御率2.07・75奪三振の成績を残した。10月29日にFAとなった。

### レンジャーズ時代
2007年11月18日にテキサス・レンジャーズとマイナー契約を結んだ。
2008年はAA級フリスコ・ラフライダーズで開幕を迎え、5月にAAA級オクラホマシティ・レッドホークスへ昇格。17試合に登板して0勝0敗4セーブ・防御率3.98・25奪三振の成績を残した。6月28日にメジャー初昇格を果たし、7月2日のニューヨーク・ヤンキース戦でメジャーデビュー。
2009年はAAA級とメジャーを行き来し、メジャーでは13試合の登板にとどまった。
2010年3月4日にレンジャーズと1年契約を結んだ。4月4日に15日間の故障者リスト入りし、右前腕手術を行った。4月8日に60日間の故障者リストに異動した。6月4日にAA級フリスコで復帰。8試合に登板し、6月24日にAAA級オクラホマシティへ昇格した。AAA級オクラホマシティでは27試合に登板して4勝2敗2セーブ・防御率3.73・33奪三振の成績を残した。11月6日にFAとなった。

### ヤンキース傘下時代
2011年2月11日にヤンキースとマイナー契約を結んだ。AA級トレントン・サンダーで2試合登板した。
2012年12月21日に自由契約となった。

### ダイヤモンドバックス傘下時代
2012年12月21日にアリゾナ・ダイヤモンドバックスとマイナー契約を結んだ。
2013年は開幕から傘下のAAA級リノ・エーシズでプレーし、22試合に登板して1勝0敗・防御率2.75・33奪三振の成績を残した。6月11日に自由契約となった。

### 中日時代
2013年6月14日に中日ドラゴンズと契約を結んだ。契約の決め手のひとつとしてエクトル・ルナの推薦があったという。31試合で2勝0敗13ホールド、防御率3.23とまずまずの成績を残したが、マット・クラークと共に球団から翌シーズンの契約を結ばないことが発表された。

### 中日退団後
2014年1月23日にワシントン・ナショナルズとマイナー契約を結んだ。シーズンでは傘下のAA級ハリスバーグ・セネターズとAAA級シラキュース・チーフスでプレーしていたが、8月7日に自由契約となった。
2015年は台湾プロ野球・中華職業棒球大聯盟の統一セブンイレブン・ライオンズでプレー。
2016年5月26日にリーガ・メヒカーナ・デ・ベイスボルのアグアスカリエンテス・レイルロードメンと契約。
2017年から2019年にかけてはレギュラーシーズンでの所属球団なく、オフにドミニカ共和国のウィンターリーグに参加。
2020年2月5日にリーガ・メヒカーナ・デ・ベイスボルのラグナ・ユニオン・コットンファーマーズと契約。しかし、コロナ禍の影響でリーグ戦が中止となり、登板機会のないまま退団した。

## 投球スタイル
150km/h前後のストレートとスプリットが武器でスライダーも投げる。
クイックが非常に早く、東京スポーツによると1.1秒台のタイムを記録するという。

## 詳細情報

### 年度別投手成績
| 年 度     | 球 団     | 登 板 | 先 発 | 完 投 | 完 封 | 無 四 球 | 勝 利 | 敗 戦 | セ 丨 ブ | ホ 丨 ル ド | 勝 率 | 打 者 | 投 球 回 | 被 安 打 | 被 本 塁 打 | 与 四 球 | 敬 遠 | 与 死 球 | 奪 三 振 | 暴 投 | ボ 丨 ク | 失 点 | 自 責 点 | 防 御 率 | W H I P |
| --------- | --------- | ----- | ----- | ----- | ----- | -------- | ----- | ----- | -------- | ----------- | ----- | ----- | -------- | -------- | ----------- | -------- | ----- | -------- | -------- | ----- | -------- | ----- | -------- | -------- | ------- |
| 2008      | TEX       | 31    | 1     | 0     | 0     | 0        | 0     | 2     | 1        | 3           | .000  | 154   | 36.0     | 36       | 4           | 14       | 0     | 0        | 22       | 2     | 0        | 22    | 19       | 4.75     | 1.39    |
| 2009      | TEX       | 13    | 0     | 0     | 0     | 0        | 0     | 0     | 0        | 0           | ----  | 67    | 12.2     | 18       | 2           | 12       | 1     | 1        | 5        | 2     | 0        | 14    | 14       | 9.95     | 2.37    |
| 2013      | 中日      | 31    | 0     | 0     | 0     | 0        | 2     | 0     | 0        | 13          | 1.00  | 168   | 39.0     | 34       | 6           | 18       | 1     | 1        | 28       | 3     | 0        | 16    | 14       | 3.23     | 1.33    |
| 2015      | 統一      | 48    | 0     | 0     | 0     | 0        | 4     | 5     | 16       | 5           | .444  | 242   | 55.2     | 48       | 1           | 22       | 2     | 2        | 48       | 6     | 1        | 28    | 17       | 2.75     | 1.26    |
| MLB：2年  | MLB：2年  | 44    | 1     | 0     | 0     | 0        | 0     | 2     | 1        | 3           | .000  | 221   | 48.2     | 54       | 6           | 26       | 1     | 1        | 27       | 4     | 0        | 36    | 33       | 6.10     | 1.64    |
| NPB：1年  | NPB：1年  | 31    | 0     | 0     | 0     | 0        | 2     | 0     | 0        | 13          | 1.00  | 168   | 39.0     | 34       | 6           | 18       | 1     | 1        | 28       | 3     | 0        | 16    | 14       | 3.23     | 1.33    |
| CPBL：1年 | CPBL：1年 | 48    | 0     | 0     | 0     | 0        | 4     | 5     | 16       | 5           | .444  | 242   | 55.2     | 48       | 1           | 22       | 2     | 2        | 48       | 6     | 1        | 28    | 17       | 2.75     | 1.26    |

### 年度別守備成績
| 年 度 | 球 団 | 投手（P） | 投手（P） | 投手（P） | 投手（P） | 投手（P） | 投手（P） |
| 年 度 | 球 団 | 試 合     | 刺 殺     | 補 殺     | 失 策     | 併 殺     | 守 備 率  |
| ----- | ----- | --------- | --------- | --------- | --------- | --------- | --------- |
| 2008  | TEX   | 31        | 4         | 3         | 0         | 1         | 1.000     |
| 2009  | TEX   | 13        | 0         | 1         | 0         | 0         | 1.000     |
| MLB   | MLB   | 44        | 4         | 4         | 0         | 1         | 1.000     |

### 記録
NPB
- 初登板：2013年7月6日、対東京ヤクルトスワローズ11回戦（ナゴヤドーム）、8回表に救援登板、1回無失点
- 初奪三振：2013年7月13日、対読売ジャイアンツ11回戦（ナゴヤドーム）、8回表に高橋由伸から見逃し三振
- 初ホールド：同上、8回表に救援登板、1回1奪三振無失点
- 初勝利：2013年7月14日、対読売ジャイアンツ12回戦（ナゴヤドーム）、8回表に救援登板、1回1失点

### 背番号
- 60 （2008年 - 2009年）
- 65 （2013年）
- 30 （2015年）

### 登板時登場曲
- 「Solo Grita」Black Jonas Point（2013年）